# Marsden Rock
Marsden Rock – skała w północno-wschodniej Anglii, North East England, w hrabstwie Tyne and Wear, w okolicy South Shields. Jest własnością National Trust. Marsden Rock jest schronieniem dla ptaków morskich np. mew i kormowanów.